# Saturday (canción de Basshunter)
«Saturday», (en español «Sábado») es el decimocuarto sencillo del músico sueco de eurodance Basshunter, bajo el sello Dance Nation. La canción es interpretada a dúo por Basshunter y la cantante danesa Sarah West. Aunque en un principio se anunciara la fecha de lanzamiento para el 12 de julio de 2010, fue finalmente lanzado el 18 de julio en descarga digital, el 19 en formato físico en el Reino Unido y el 27 del mismo mes en el resto del mundo.[cita requerida]
Parte de la melodía utilizada es la misma de «I Like to Move It», del dúo neoyorquino Reel 2 Real.

## Antecedentes
Tras el lanzamiento del anterior sencillo del artista, I Promised Myself, en noviembre de 2009, no hubo noticias de la discográfica sobre ningún nuevo proyecto musical de Basshunter, hasta el 7 de mayo de 2010, fecha en que publicó que una noticia importante de la discográfica iba a ser anunciada. No se indicó exactamente qué, sino que daba pistas para adivinarlo. La primera pista indicó que el hecho acontecimiento tendría lugar el 12 de julio de 2010. La segunda pista, publicada el 12 de mayo, indicaba que el artista sería Basshunter, y la tercera, publicada el 13 de mayo, indicaba el título mediante un anagrama: "RUDASTAY", que si se colocan sus letras en correcto orden, se forma la palabra "SATURDAY", (en inglés, «sábado»).
El sencillo fue reproducido oficialmente en la Radio 1 de la BBC el 14 de mayo de 2010, en el programa Scott Mill's Friday Floor Fillers. El 19 de mayo se anunció que el artista estaba en Los Ángeles, (EE. UU.) acabando de filmar el videoclip, y se subió a YouTube un vídeo con una parte de la canción. El 26 de mayo la discográfica publicó que el artista actuaría el 4 de julio en Weston-super-Mare, Somerset (Reino Unido), en el concierto T4 on the Beach, televisado por el canal británico Channel 4.

## Recepción y crítica
Saturday ha recibido hasta la fecha únicamente dos críticas por parte de los medios de comunicación. Por un lado, Pete Clashmore, del periódico británico The Guardian, dio a entender que no le gustó.
Por otro lado, Robert Copsey, de la web de entretenimiento Digital Spy, hizo una reseña neutral del sencillo, al que otorgó 3 estrellas sobre 5.

## Formatos y lista de canciones
| CD Maxisencillo |                                |          |  |
| N.º             | Título                         | Duración |  |
| 1.              | «Saturday» (Radio Edit)        | 3:03     |  |
| 2.              | «Saturday» (Digital Dog Edit)  | 3:14     |  |
| 3.              | «Saturday» (Almighty Edit)     | 3:39     |  |
| 4.              | «Saturday» (Extended Mix)      | 5:22     |  |
| 5.              | «Saturday» (Digital Dog Remix) | 6:05     |  |
| 6.              | «Saturday» (Almighty Remix)    | 6:59     |  |
| 7.              | «Saturday» (Mark Breeze Remix) | 5:58     |  |
| 8.              | «Saturday» (Payami Remix)      | 4:43     |  |

## Video musical
El video musical fue coreografiado por Mihran Kirakosian, dirigido por Alex Herron y filmado por Ketil Dietrichson. El video, cese en la historia de amor ficticia entre Basshunter y Aylar Lie. Una característica de todos los videos musicales anteriores Basshunter. En lugar de ello cuenta con el canto de Basshunter en un club nocturno rodeado de bailarines atractivos. Él también se muestra el control de las chicas con una computadora holográfica, que es una posible referencia al interés personal de Basshunter en juegos de ordenador, y un eco de la música de vídeo "DotA", segundo sencillo de Basshunter, que se basa en jugar juegos de computadora.

## Posicionamiento en listas
| País          | Lista (2009)               | Posición más alta |
| ------------- | -------------------------- | ----------------- |
| Reino Unido   | Top 40 Independent Singles | 2                 |
| Reino Unido   | Dance Singles Top 40       | 5                 |
| Rusia         | Top 20                     | 6                 |
| Nueva Zelanda | Top 40 Singles             | 14                |
| Reino Unido   | Top 40 Scottish Singles    | 16                |
| Ucrania       | Top 40                     | 19                |
| Reino Unido   | Singles Top 100            | 21                |
| Irlanda       | Top 50 Singles             | 37                |
| Europa        | European Hot 100           | 59                |
| Eslovaquia    | Rádio Top 100              | 91                |

### Certificaciones
| País          | Organismo certificador | Certificación | Ventas | Ref.   |
| ------------- | ---------------------- | ------------- | ------ | ------ |
| Nueva Zelanda | RMNZ                   | Oro           | 7500   | [ 17 ] |

## Lanzamiento
| América        |                     |                                  |              |        |
| Estados Unidos | 27 de julio de 2010 | Sencillo en CD, descarga digital | Dance Nation | [ 18 ] |
| Europa         |                     |                                  |              |        |
| Reino Unido    | 18 de julio de 2010 | Descarga digital                 | Dance Nation | [ 19 ] |
| Reino Unido    | 19 de julio de 2010 | Sencillo en CD                   | Dance Nation | [ 20 ] |